# Golaghat
Golaghat est une ville de l’État d’Assam en Inde et le centre administratif du district de Golaghat.

## Lieux et monuments
C’est la ville la plus proche du parc national de Kaziranga.